# Park (Kansas)
Park – miasto położone w Hrabstwo Gove. Liczba ludności w 2010 roku wynosiła 126.